# Bob Bailey
Bob Allan Bailey (* 29. Mai 1931 in Kenora, Ontario; † 24. Oktober 2003) war ein kanadischer Eishockeyspieler, der in seiner aktiven Zeit von 1949 bis 1968 unter anderem für die Toronto Maple Leafs, Detroit Red Wings und Chicago Blackhawks in der National Hockey League gespielt hat. Sein älterer Bruder John war ebenfalls ein professioneller Eishockeyspieler.

## Karriere
Bob Bailey begann seine Karriere als Eishockeyspieler in der kanadischen Juniorenliga Ontario Hockey Association, in der er von 1949 bis 1952 für die Windspor Spitfires und Stratford Kroehlers aktiv war. Nachdem er gegen Ende der Saison 1951/52 sein Debüt im professionellen Eishockey für die Toledo Mercurys aus der International Hockey League gab, spielte er in der gesamten folgenden Spielzeit für die Cleveland Barons in der American Hockey League, mit denen er erstmals den Calder Cup gewann, ehe er im Sommer 1953 an die Toronto Maple Leafs verkauft wurde, für die der Angreifer in der seinem Rookiejahr in der National Hockey League in insgesamt 53 Spielen elf Scorerpunkte, darunter zwei Tore, erzielte. Während seiner drei Jahre in Toronto spielte er parallel für deren Farmteam aus der AHL, die Pittsburgh Hornets, mit denen er in der Saison 1954/55 erneut den Calder Cup gewann. Die Saison 1956/57 begann der Rechtsschütze bei den Springfield Indians aus der AHL, ehe er bis 1958 für die Detroit Red Wings und Chicago Blackhawks in der NHL auflief.
Von 1958 bis 1962 spielte Bailey in der American Hockey League für die Cleveland Barons, Buffalo Bisons, Quebec Aces und seinen Ex-Club Pittsburgh Hornets. Zudem lief er in der Saison 1961/62 für die San Francisco Seals in der Western Hockey League auf, für die er im folgenden Jahr ebenfalls spielte. Von 1962 bis 1964 stand der Kanadier zwischenzeitlich bei den Philadelphia Ramblers aus der Eastern Hockey League unter Vertrag. Seine Karriere beendete der ehemalige NHL-Spieler in der International Hockey League, in der er bis 1968 für die Fort Wayne Komets und Dayton Gems auflief. Am 17. März 1970 wurde er in die Dayton Hockey Hall of Fame aufgenommen.

## Erfolge und Auszeichnungen
- 1953 Calder-Cup-Gewinn mit den Cleveland Barons
- 1955 Calder-Cup-Gewinn mit den Pittsburgh Hornets